# مهرجان فلوريدا السينمائي
مهرجان فلوريدا السينمائي يقيمه مسرح انزيان في مدينة ميتلاند في فلوريدا، وهو مهرجان دولي يعرض أفضل الأفلام الأمريكية المستقلة والأجنبية، وقد أصبح من أكثر المهرجانات احتراما في الولايات المتحدة.
يتضمن المهرجان الأفلام الوثائقية والقصيرة والرسوم المتحركة وأفلام منتصف الليل، كما تصحبه العديد من المنتديات والحفلات.
من ضيوف المهرجان فيما سبق أوليفر ستون وجابريل بيرن وفامكه يانسن وكريستوفر ووكن وغيرهم.